# Коров'якова
Коров'яко́ва (рос. Коровякова) — присілок у складі Комишловського району Свердловської області. Входить до складу Заріченського сільського поселення.
Населення — 114 осіб (2010, 95 у 2002).
Національний склад станом на 2002 рік: росіяни — 91 %.